# استرلا مدیا
استرلا مدیا (انگلیسی: Estrella Media) شرکت رسانه‌ای آمریکایی است، که در سال ۱۹۸۷ تأسیس شد.